# So Far, So Good... So What!
| 전문가 평가                   | 전문가 평가 |
| 평가 점수                     | 평가 점수   |
| 출처                          | 점수        |
| ----------------------------- | ----------- |
| AllMusic                      | [ 1 ]       |
| Los Angeles Times             | [ 2 ]       |
| Rock Hard                     | 10/10       |
| Rolling Stone                 | [ 4 ]       |
| The Rolling Stone Album Guide | [ 5 ]       |
| Sputnikmusic                  | [ 6 ]       |
| The Village Voice             | B−          |

《So Far, So Good... So What!》는 미국의 스래시 메탈 밴드 메가데스의 세 번째 스튜디오 음반으로, 1988년 1월 19일, 캐피틀 레코드에서 발매되었다. 이 음반은 드러머 척 벨러와 기타리스트 제프 영과 함께 녹음한 밴드의 유일한 음반으로, 월드 투어가 끝난 지 몇 달 후인 1989년 초에 밴드에서 해고되었다. 《So Far, So Good... So What!》에는 빠른 템포로 연주되는 음악과 기술적 능력을 갖춘 음악이 포함되어 있으며, 가사에서는 프론트맨이자 기타리스트인 데이브 머스테인이 핵무기 홀로코스트와 표현의 자유 등 다양한 주제를 다루고 있다.
《So Far, So Good... So What!》는 발매 당시 비평가들로부터 호평을 받았지만, 회고적 분석은 그다지 호의적이지 않았다. 이 음반은 빌보드 200 차트 상위 30위 안에 들었으며 (상업용 라디오 재생은 없었지만), 다른 여러 나라에서도 차트에 올랐다. 이 음반은 결국 미국 음반 산업 협회로부터 플래티넘 인증을 받았으며, 메가데스가 언더그라운드 음악계에서 곧 등장할 것임을 시사했다.

## 배경 및 제작
기타리스트 크리스 폴랜드와 드러머 가 사무엘슨은 《Peace Sells》 투어가 끝난 후 마약 비용을 지불하기 위해 밴드 장비를 전당포에 맡기는 폴랜드의 습관 등 파괴적인 행동으로 밴드에서 해고되었다. 사무엘슨은 즉시 드럼 기술자 척 벨러로 교체되었다(슬레이어의 데이브 롬바르도가 합류를 고려했지만). 하지만 새로운 기타리스트가 등장하는 데는 시간이 더 걸렸다. 처음에는 밴드 맬리스의 기타리스트 제이 레이놀즈를 고용했지만 레이놀즈는 녹음 작업을 할 수 없었고, 이후 기타 선생님인 제프 영으로 교체되었다. 데이브 머스테인은 레이놀즈의 해고를 처리한 방식에 대해 유감을 표명했다. 다른 기타리스트로는 건즈 앤 로지스의 슬래시가 고려되었다.
음반 작업은 레이놀즈가 밴드에 있는 동안 시작되었지만, 영의 도입 이후에도 계속되었다. 음반 믹싱을 위해 레이블은 밴드의 이전 음반 《Peace Sells... but Who's Buying?》을 리믹스한 폴 라니에게 돌아갔다. 머스테인은 처음에는 회의적이었지만, 나중에는 라니의 "기괴함"과 그의 작업 방식에 매우 화가 났다. 음반 믹싱을 위해 라니는 표면적으로 영감을 얻기 위해 뉴욕주 우드스톡 근처의 베어즈빌 스튜디오로 자신과 머스테인을 옮겼다. 머스테인은 잠에서 깨어나 커피를 마신 후 속옷 차림의 라니가 사슴에게 사과를 먹이고 있는 것을 보고 한계가 있다고 판단했다. 머스테인은 그날 오후 로스앤젤레스로 돌아와 미하엘 바그너로 교체된 라니를 해고했다. 이후 머스테인은 특히 음반의 "진흙 같은 느낌"을 이유로 바그너의 "보행자" 믹싱 노력을 비판했다. 머스테인은 섹스 피스톨즈의 기타리스트 스티브 존스를 영입하여 〈Anarchy in the U.K.〉에서 기타 파트를 연주할 수 있었다.

## 곡 목록
모든 곡들은 특별한 언급이 없는 한 데이브 머스테인에 의해 작사/작곡하였다.
| #  | 제목                                         | 작사·작곡                                  | 재생 시간 |
| -- | -------------------------------------------- | ------------------------------------------ | --------- |
| 1. | 〈Into the Lungs of Hell〉 (기악)            |                                            | 3:29      |
| 2. | 〈Set the World Afire〉                      |                                            | 5:48      |
| 3. | 〈Anarchy in the U.K.〉 (섹스 피스톨즈 커버) | 존 라이든, 스티브 존스, 글렌 매틀록, 폴 쿡 | 3:00      |
| 4. | 〈Mary Jane〉                                | 머스테인, 데이비드 엘렙슨                  | 4:25      |

| #  | 제목                   | 작사·작곡        | 재생 시간 |
| -- | ---------------------- | ---------------- | --------- |
| 5. | 〈502〉                |                  | 3:28      |
| 6. | 〈In My Darkest Hour〉 | 머스테인, 엘렙슨 | 6:16      |
| 7. | 〈Liar〉               | 머스테인, 엘렙슨 | 3:20      |
| 8. | 〈Hook in Mouth〉      | 머스테인, 엘렙슨 | 4:40      |

| #   | 제목                                              | 작사·작곡        | 재생 시간 |
| --- | ------------------------------------------------- | ---------------- | --------- |
| 9.  | 〈Into the Lungs of Hell (Paul Lani mix)〉 (기악) |                  | 3:32      |
| 10. | 〈Set the World Afire (Paul Lani mix)〉           |                  | 5:53      |
| 11. | 〈Mary Jane (Paul Lani mix)〉                     | 머스테인, 엘렙슨 | 4:08      |
| 12. | 〈In My Darkest Hour (Paul Lani mix)〉            | 머스테인, 엘렙슨 | 6:11      |

## 인증
| 국가                                                            | 인증     | 판매량/출하량 |
| --------------------------------------------------------------- | -------- | ------------- |
| 캐나다 (뮤직 캐나다)                                            | 플래티넘 | 100,000^      |
| 영국 (BPI) 2004 release                                         | 실버     | 60,000        |
| 미국 (RIAA)                                                     | 플래티넘 | 1,000,000^    |
| ^출하량을 기반으로 한 인증 · 판매량+스트리밍을 기반으로 한 인증 |          |               |